# Église Notre-Dame de Bonnenouvelle
Pour les articles homonymes, voir Église Notre-Dame.
L'église Notre-Dame de Bonnenouvelle est une église catholique située à Paulhiac, en France.

## Localisation
L'église Notre-Dame est située au lieu-dit Bonnenouvelle, sur le territoire de la commune de Paulhiac, dans le département français de Lot-et-Garonne.

## Historique

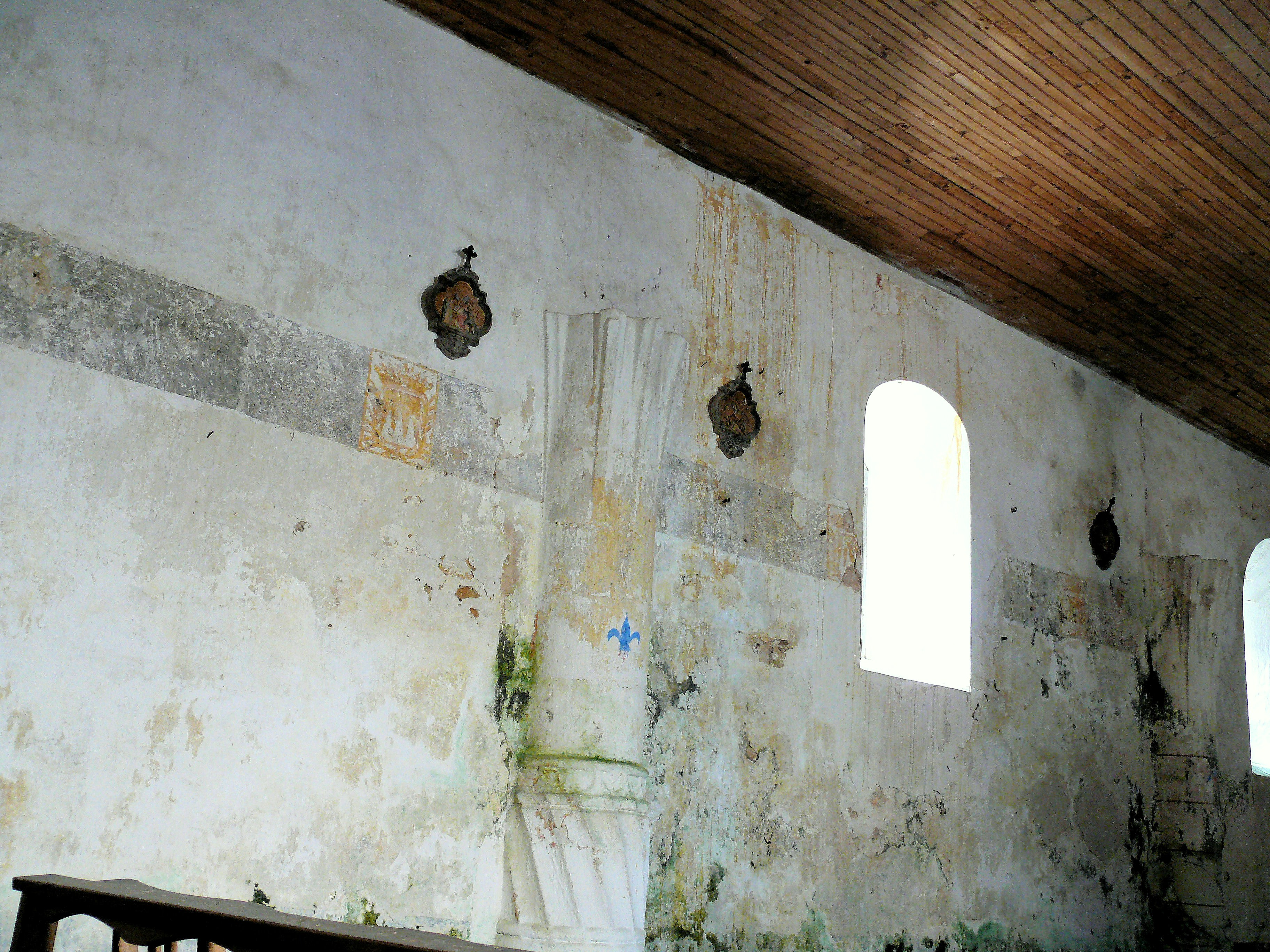
Reste d'un appui des nervures de la voûte et litre funéraire aux armes des Fumel

L'origine de la construction de l'église est rapportée par deux traditions locales :
- la première justifie la construction de cette chapelle de pèlerinage par la découverte d'une image de la Vierge au XVe siècle dans un chêne,
- la seconde, explique qu'elle aurait été édifiée par la baronne de Fumel en remerciement après avoir retrouvé dans une clairière sa fille égarée.

Cette église construite au XVIe siècle a été incendiée par les protestants. Les voûtes d'origine ayant été détruites, elles ont été remplacées par une charpente. 
Le portail flamboyant est protégé par un porche du XIXe siècle. 
L'édifice est inscrit au titre des monuments historiques le 15 septembre 1994.